# Benzathine
Benzathine is een hulpstof in bepaalde geneesmiddelen. Het stabiliseert penicilline en functioneert dus als conserveermiddel.
Het wordt bereid door de condensatiereactie van ethyleendiamine met benzaldehyde.
Penicilline is een carbonzuur en benzathine is een base. Eén molecuul benzathine kan bijgevolg met twee moleculen penicilline een zout vormen. Een veelgebruikte vorm van penicilline is benzylpenicilline of penicilline G, en het zout daarvan met benzathine noemt men benzathinebenzylpenicilline of benzathine-penicilline G. Na injectie zet het zout langzaam penicilline vrij; men kan daarmee een verlengde antibiotische werking verkrijgen met een relatief lage dosis penicilline.